# 왕문림
왕문림(李懐, ?~?)은 고구려의 장수이다.

## 생애
《해동역사》에서 그에 대한 기록이 남아 있으며, 그의 조상으로 추정되는 왕열은 한나라 말에 요동에서 정착해 지냈고 고구려가 멸망한 뒤에 그의 후손인 왕정균 등은 발해에서 활동 했다고 한다.

## 참고 자료
- 元好問. “遺山集·卷十六~卷十八”. 浙江大学図書館. 20-21면.